# Kiến trúc Romanesque
| Lịch sử kiến trúc phương Tây |
| Kiến trúc thời kì đồ đá      |
| Kiến trúc Ai Cập cổ đại      |
| Kiến trúc Lưỡng Hà           |
| Kiến trúc cổ điển            |
| Kiến trúc Hy Lạp cổ đại      |
| Kiến trúc La Mã cổ đại       |
| Kiến trúc thời Trung Cổ      |
| Kiến trúc Byzantine          |
| Kiến trúc Romanesque         |
| Kiến trúc Gothic             |
| Kiến trúc Phục Hưng          |
| Kiến trúc Baroque            |
| Kiến trúc Rococo             |
| Kiến trúc Tân cổ điển        |
| Kiến trúc hiện đại           |
| Kiến trúc hậu hiện đại       |
|                              |
| Các mục từ                   |

Kiến trúc Romanesque là một phong cách kiến trúc của châu Âu Trung Đại, đặc trưng bởi các vòm nửa hình tròn. Người ta chưa đạt được đồng thuận về thời điểm bắt đầu của lối kiến trúc này: sớm nhất là thế kỉ 6, còn thế kỉ 11 là mốc được nhiều người công nhận nhất. Romanesque là sự kết hợp của các phong cách kiến trúc La Mã cổ đại, Byzantine cùng với các truyền thống địa phương. Ở Anh, nó được gọi là kiến trúc Norman. Thế kỉ 12 chứng kiến Romanesque phát triển thành kiến trúc Gothic với các vòm nhọn.

## Ra đời và phát triển

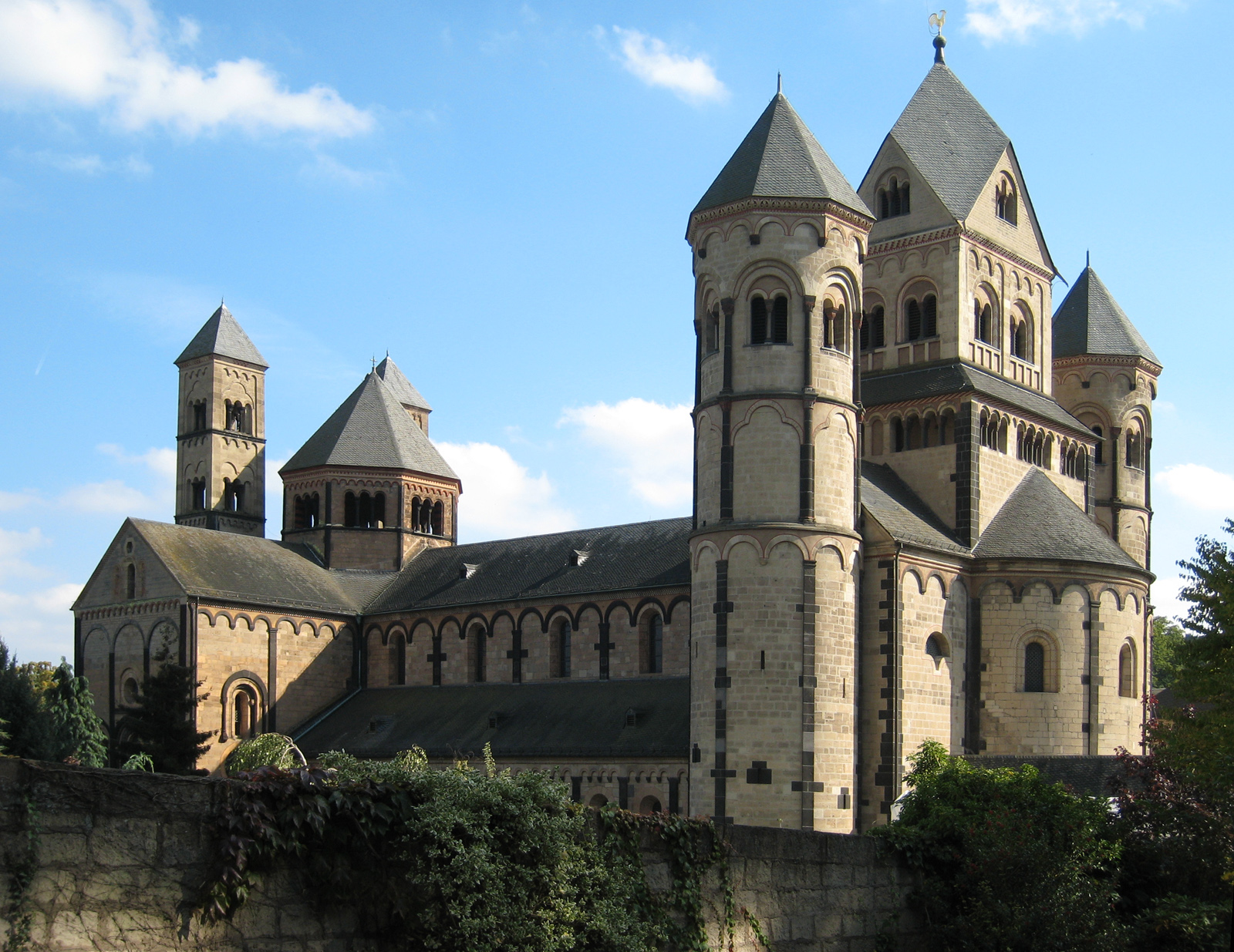
Tu viện Maria Laach, Đức

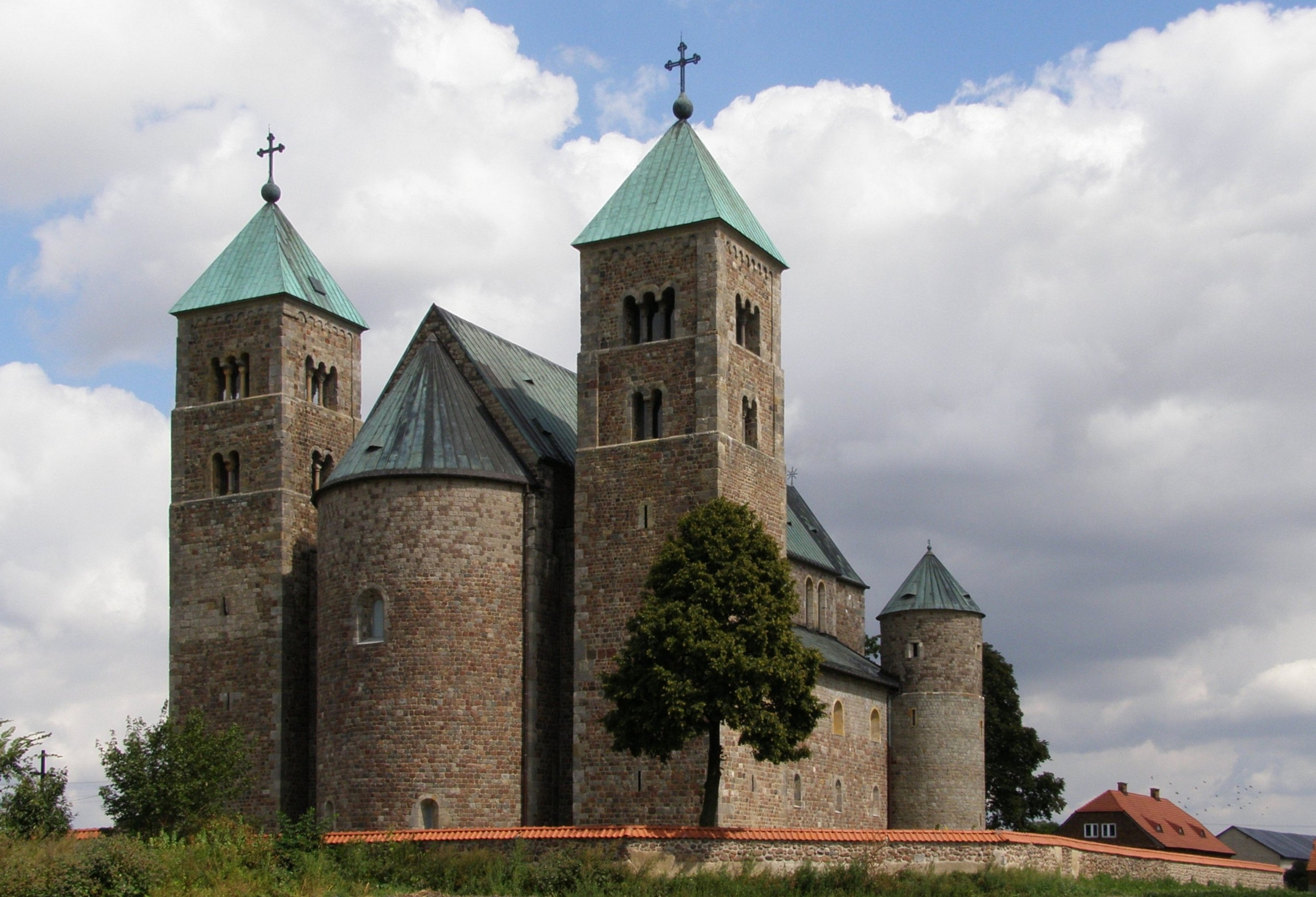
Nhà thờ Tum Collegiate, Ba Lan

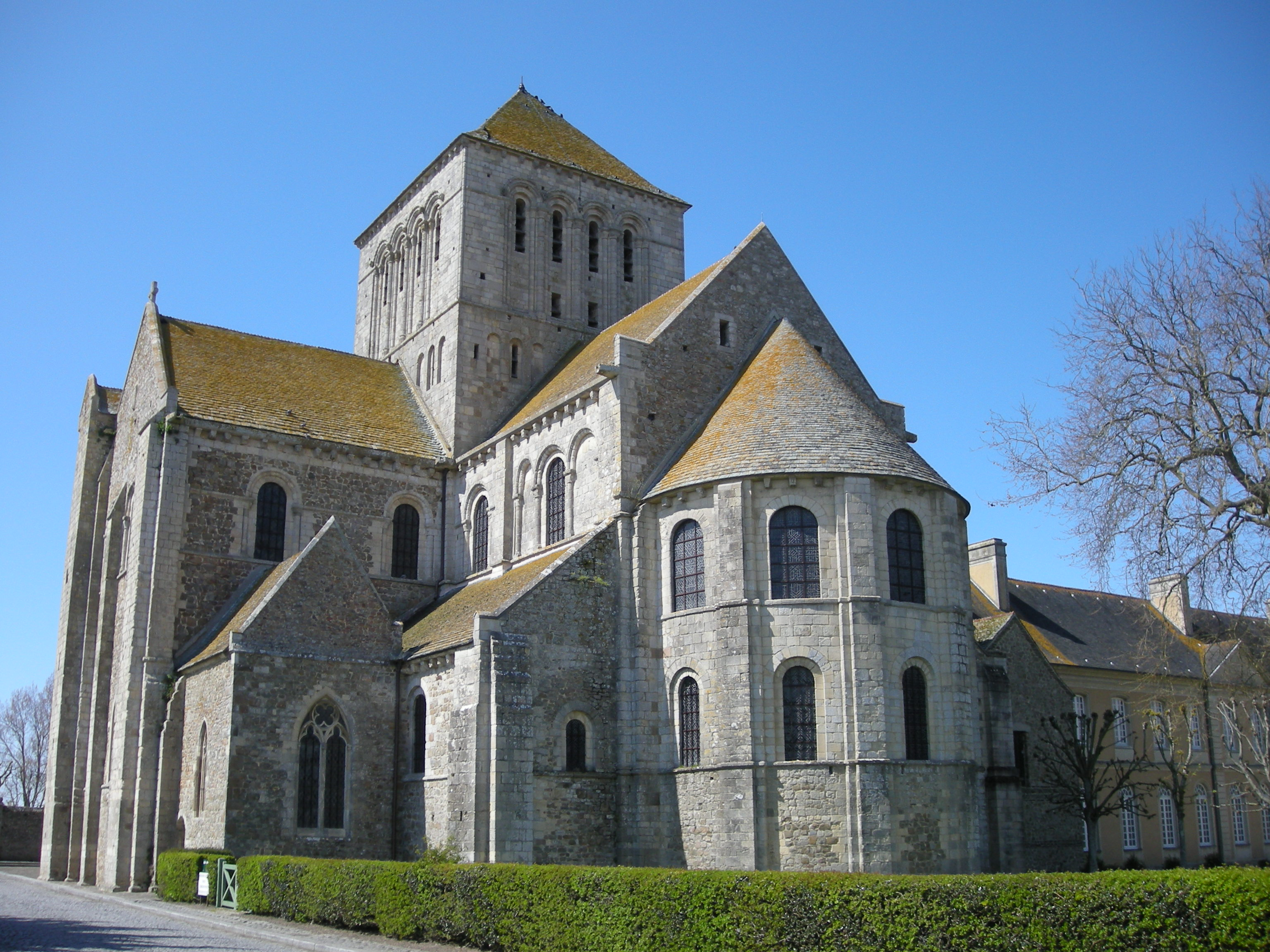
Tu viện Lessay Abbey, Normandy, Pháp.

Một thời gian sau khi Đế chế La Mã sụp đổ, các nhà nước Đông và Tây Âu lâm vào một thời kì đen tối, các nhà nước phong kiến được thành lập trong đó có sự ra đời của triều đại Karolinger. Năm 800, khi Charlemagne đăng quang hoàng đế, đế quốc này tồn tại được một thời gian ngắn cho đến khi bị người Normandes xâm lược (từ năm 843 đến năm 911).
Nền kiến trúc Trung và Tây Âu thế kỷ 11 và thế kỷ 12 có tên gọi là kiến trúc Romanesque, hay phong cách Roman. Kiến trúc Romanesque trải dài trên một bình diện rộng, phát triển chủ yếu ở các nước Tây Âu và Trung Âu, gồm Pháp, Anh, Ý, Bỉ, Hà Lan, Tây Ban Nha... khi các thành phố đã bắt đầu gượng dậy nhưng bộ mặt kiến trúc nhiều công trình còn thô sơ.
Nến văn hóa đô thị lúc bấy giờ không khác xa với văn hóa lãnh địa nông thôn trước đó ít lâu, vì các tầng lớp dân đô thị cũng vừa mới ở nông thôn ra, họ đã là các thế hệ thị dân đầu tiên.
Tuy vậy, từ thế kỷ 10, nông nghiệp và thủ công nghiệp đã phục hồi và phát triển, người dân đã xây nhà không chỉ bằng gỗ, mà còn bằng gạch, đá, để "xây nhà như người La Mã cổ đại".
Hơn mười quốc gia dân tộc ở Trung Âu và Tây Âu đã chính thức tiến vào xã hội phong kiến, với nền kinh tế tự nhiên và trật tự xã hội tương đối ổn định.

## Đặc điểm và loại hình kiến trúc
Vào giai đoạn Romanesque tiền kỳ, mái nhà được làm bằng gỗ và rất dễ cháy nên thời kỳ này không còn để lại nhiều vết tích cho đời sau. Thời gian tiếp theo, kiến trúc Romanesque dần dần tiến thêm một số bước mới, để nhận biết được kiến trúc Romanesque ta có thể căn cứ những đặc điểm sau:
- Chịu ảnh hưởng của kiến trúc La Mã cổ đại và kiến trúc Byzantine, do một số khu vực của kiến trúc Romanesque nằm trong biên giới Đế quốc La Mã trước đây.
- Kiến trúc có số lượng không nhiều, nằm rải rác ở các địa phương.
- Loại hình kiến trúc không đa dạng, phần lớn là kiến trúc tôn giáo như nhà thờ, tu viện và các nhà ở và công trình kiến trúc có tính phòng thủ của giai cấp phong kiến.
- Kiến trúc không có quy mô lớn và cầu kỳ như kiến trúc La Mã cổ đại. Phần nhiều công trình có mặt ngoài thô ráp, ít yếu tố trang trí, kiến trúc nặng nề, sử dụng cửa đi và cửa sổ kích thước nhỏ.
- Về kết cấu, sử dụng nhiều cuốn cửa trụ, vòm nôi và vòm bán cầu, các loại mái vòm được làm bằng đá và kĩ thuật còn hạn chế nên mặt bằng kiến trúc các bộ phận thường chỉ là vuông, tròn hoặc hình chữ thập La tinh.
- Phía Tây nhà thờ Romanesque thường nổi bật lên hai hay nhiều tháp cao, những tháp này có hình trụ tròn hoặc có dáng hình học, trong khi đó ở phía Đông thân nhà thờ được cắt bằng một cánh ngang.
- Bàn thờ được đặt ở phía Đông của nhà thờ để hướng về phía Jerusalem và tầng hầm mộ đặt dưới thành phần này của kiến trúc.

Các kiểu kiến trúc Roman điển hình
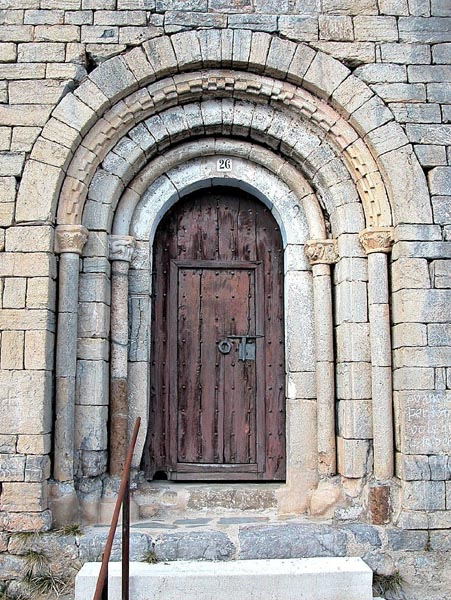
Cổng, Nhà thờ Santa Maria, Viu de Llevata, Catalonia, Tây Ban Nha
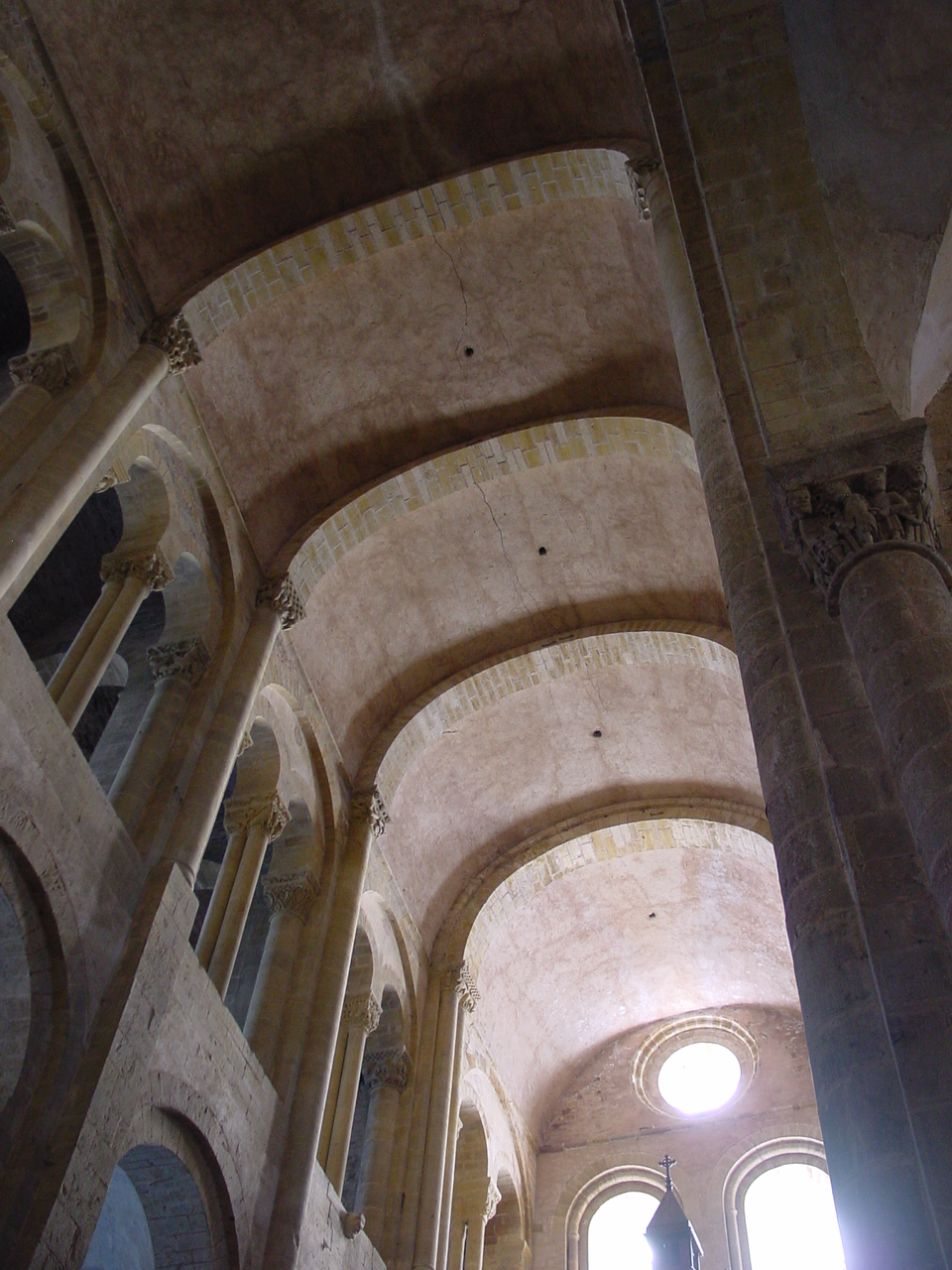
Mái vòm Nhà thờ tu viện Thánh Foy, Conques, Pháp
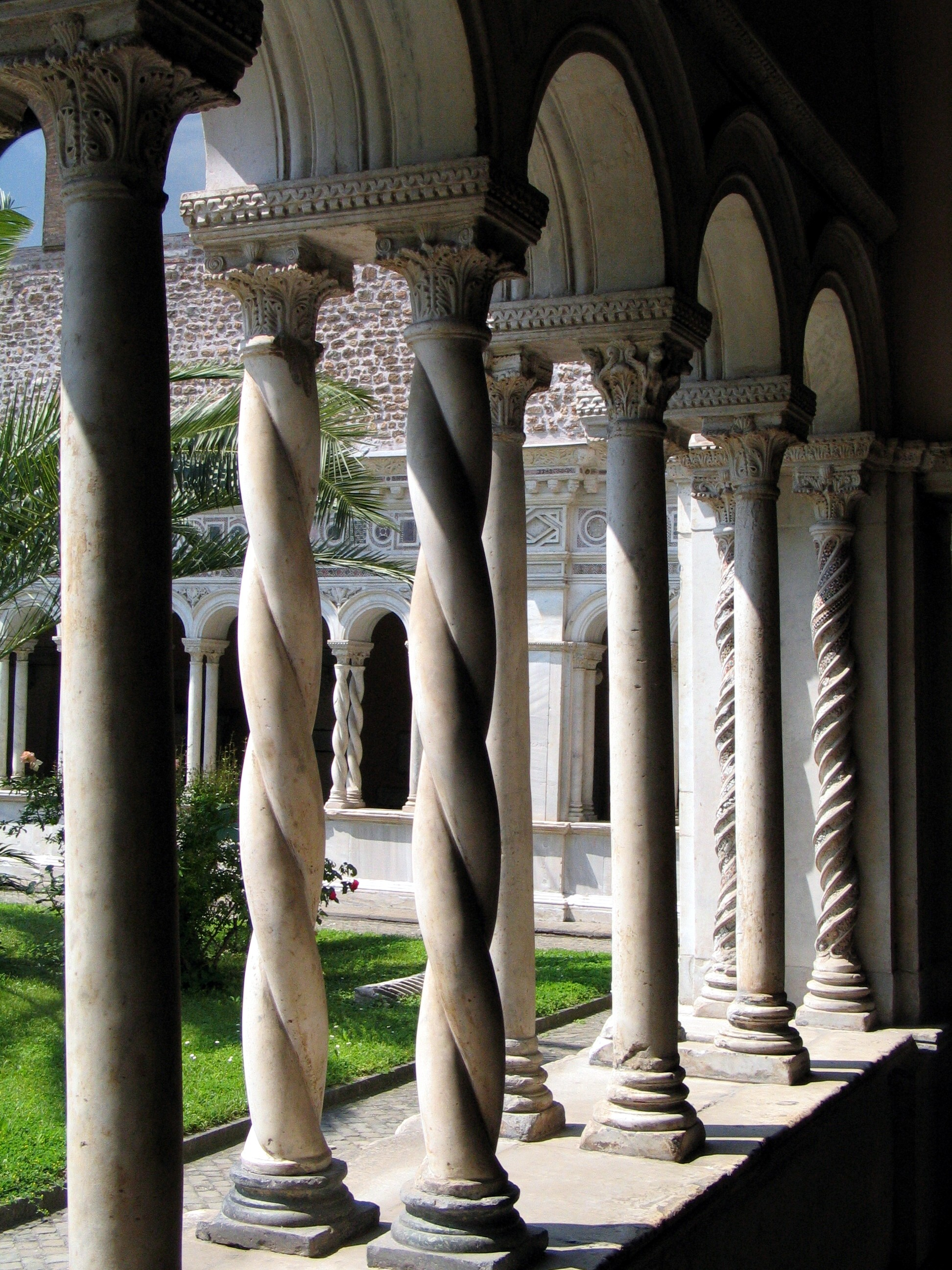
Tu viện Basilica di San Giovanni ở Laterano, Rome
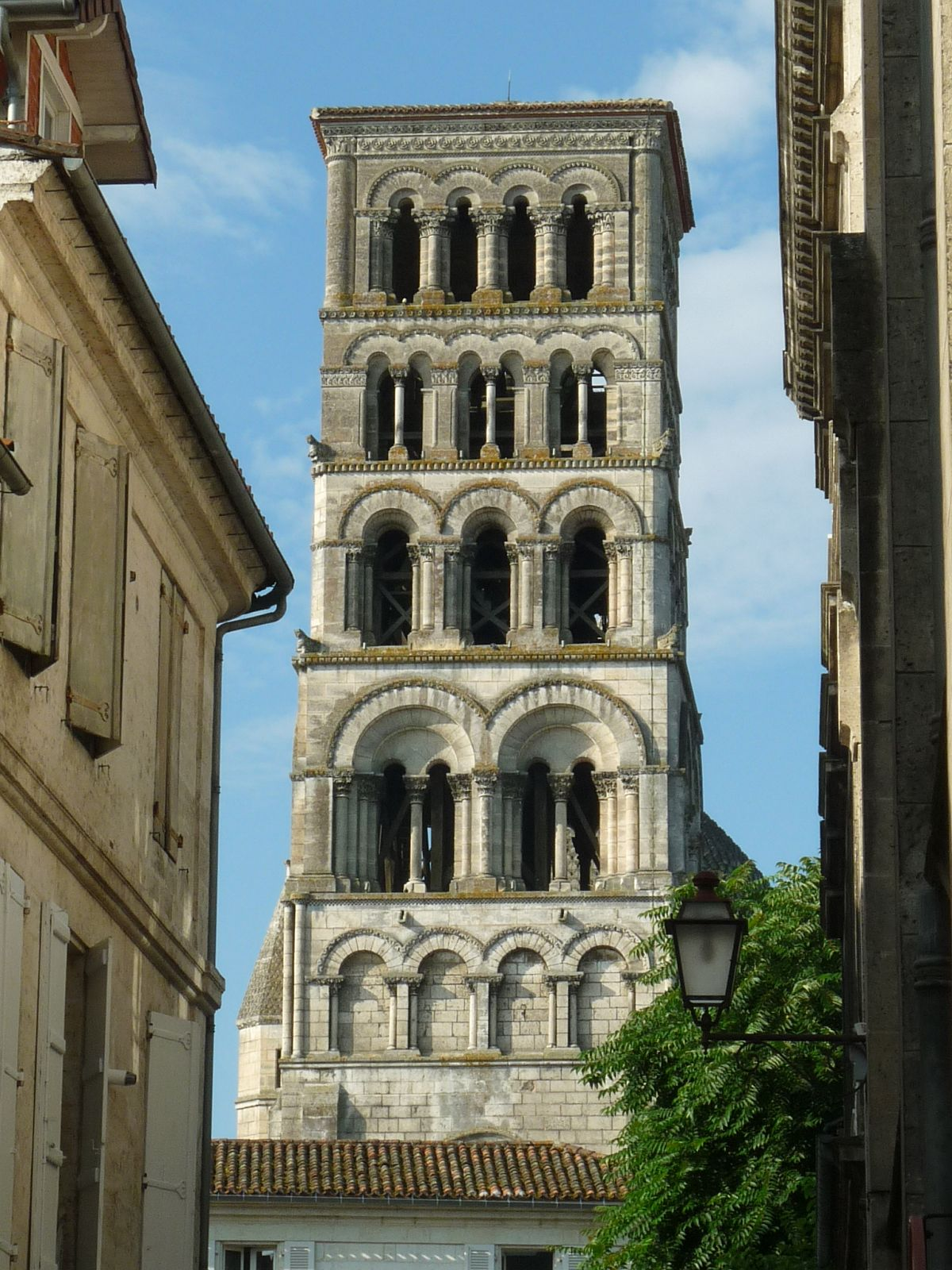
Tháp chuông Angoulême Cathedral, Charente, SW France
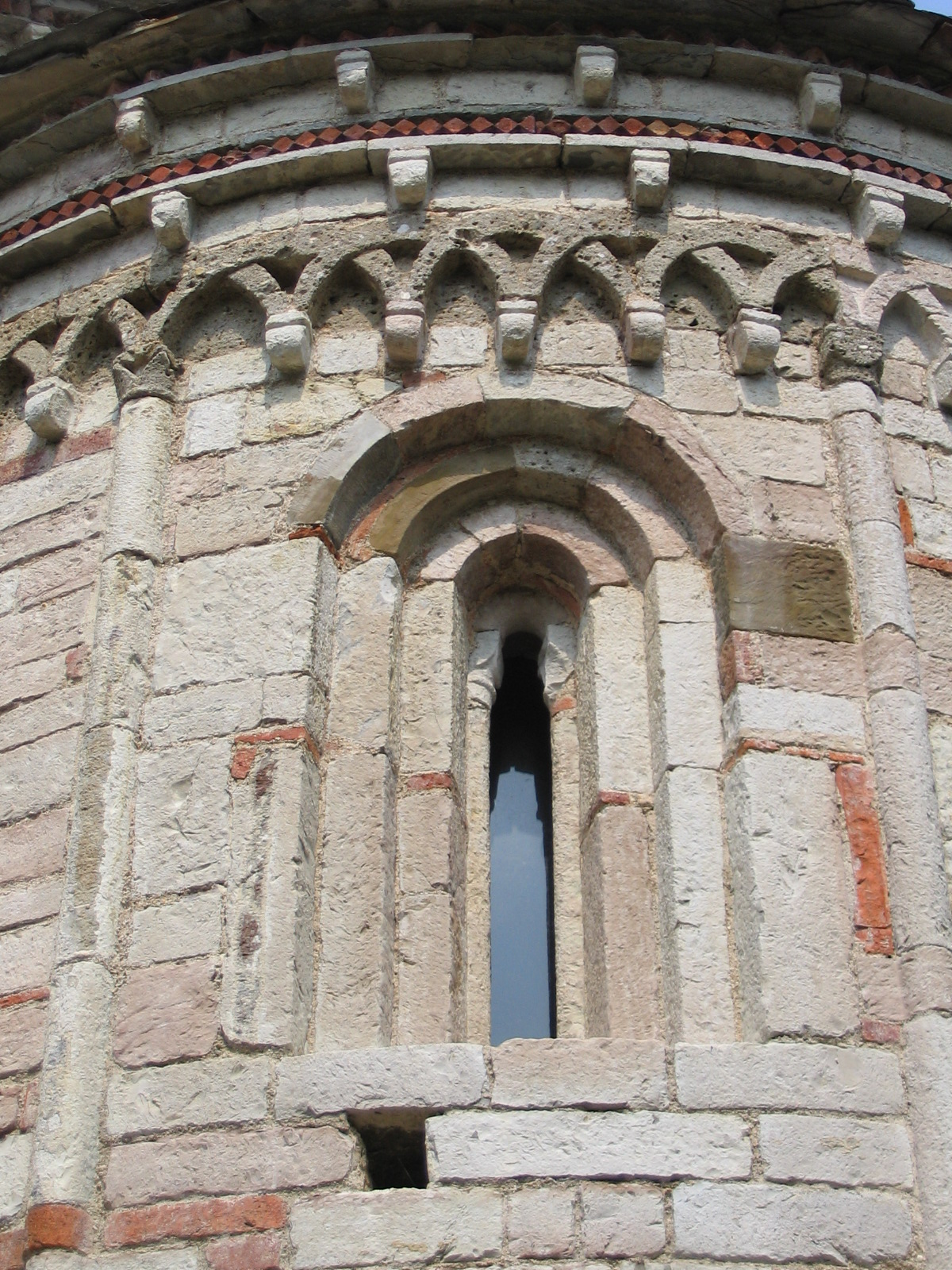
Cửa sổ của Rotunda of San Tomè, Almenno San Bartolomeo

## Kỹ thuật xây dựng
Cái tên kiến trúc Romanesque nói lên phong cách kiến trúc của người đương thời hơi giống và muốn tìm đến chút ít cách thức của kiến trúc La Mã cổ đại. Tuy vậy về quy mô cũng như hình thức, kiến trúc Romanesque còn xa mới đạt trình độ của người La Mã cổ đại, thiết kế thi công còn thô sơ, vật liệu có lúc lấy từ những công trình đã hoang phế của kiến trúc La Mã. Về mặt dùng kết cấu cuốn cửa trụ, kiến trúc Romanesque học tập cách làm của người La Mã. Tuy vậy kiến trúc Romanesque không phải là không có những bước tiến nhất định về mặt loại hình và kết cấu, góp phần đáng kể vào việc hình thành kiến trúc Gothic sau này.
Kỹ thuật xây tường, xây cuốn có sống và xây cột trụ dần dần làm cho kiến trúc trở nên tốt hơn. Tường đá dày, các lớp vữa còn dày, cửa sổ mở nhỏ và ít ánh sáng, một mặt thể hiện trình độ xây dựng chưa chín muồi nhưng mặt khác lại phù hợp với tư tưởng cấm dục của tôn giáo. Sự phát triển của kỹ thuật kết cấu của kiến trúc Romanesque là dựa trên tay nghề của những người thợ dân gian. Do kỹ thuật xây dựng còn hạn chế nên đặc điểm của các nhà thờ Romanesque là khá thấp, chiều cao tối đa thường không quá 20 m.
Cùng với việc dùng nhiều các loại hình kết cấu thường, cuốn có sống và cột, kiến trúc Romanesque lại không nhất quán trong việc dùng thức cột.
Việc sử dụng đại trà tường và vách ngăn đã đưa đến một kết quả là phải tìm tòi một sức biểu hiện mới cho những bức tường và vách ngăn đó, do vậy, đã dẫn đến việc trang trí gắn với công việc nề. Những bức tường đầu tiên xây dựng bằng đá mảnh và đá cuội trộn lẫn với vữa, sau đó dùng tường gạch, giai đoạn sau cùng dùng đá tấm với vẻ đẹp mộc mạc được bộc lộ trung thực ra phía ngoài. Hậu quả là tường rất dày, nhằm mục đích chịu lực hơn là mục đích bảo vệ. Tường dày như vậy dùng để chống đỡ các cuốn. Mỗi một tầng có cuốn tương ứng, tầng dưới cuốn to tầng trên hẹp dần, làm thành những cửa sổ ghép đôi hoặc ghép ba, có nghĩa là lỗ mở của cuốn được chia làm hai hay ba phần, đỡ bởi những cột hình tròn hoặc hình nhiều cạnh.
Chân cột, thân cột của kiến trúc Romanesque rất khác nhau, các đầu cột thường có hình cái đấu ngược, được trang trí bằng hoa lá hoặc bằng những trang trí hình học cuộn vào nhau, cũng có lúc đầu cột trang trí bằng cảnh người hay thú.
Hệ thống kết cấu Romanesque sở dĩ có những bước tiến sơ khởi là do tính chất thế tục, dân gian của kiến trúc nhà thờ đã mạnh lên, tính chất này do những người thợ ở nông thôn ra tạo nên, do tư tưởng của họ đã được giải phóng ở mức độ nhất định. Những kĩ năng dân gian này trái ngược với tư tưởng bảo thủ của tầng lớp tăng lữ, muốn nghiêm ngặt tuân theo quan điểm của tôn giáo.
Mặt cắt điển hình của một nhà thờ Romanesque gồm một nhịp giữa cao hơn và hai nhịp biên thấp hơn, nhịp biên có hai tầng để tầng sàn góp phần gia cường kết cấu. Do ánh sáng phải xuyên qua cửa sổ của hai tầng ở hai nhịp biên mới vào nhịp giữa nên nội thất nhà thờ không được sáng sủa.
Nhà thờ ở Knechtsteden (1038-1165) cho thấy quy cách điển hình của hệ thống kết cấu vòm Romanesque, vì dùng vòm cuốn cửa trụ, nên các là chiếu của mặt bằng đều có dạng hình vuông.
Cho đến giữa thế kỷ 12, tuy có những tiến bộ nhất định, kiến trúc Romanesque trông vẫn thiếu vẻ nhẹ nhàng và kết cấu chưa thuần thục, ví dụ bài toán xây vòm có hình chiếu mặt bằng hình chữ nhật, phải kiến trúc Gothich mới giải quyết được.

## Nhà thờ và tu viện trong kiến trúc Romanesque
Xem xét kiến trúc nhà thờ Romanesque, ta thấy sự diễn tiến và quá trình phân loại nên được nghiên cứu theo ba trình tự sau đây:
1. Tìm hiểu mặt bằng kiểu chữ thập tự La Tinh.
2. Nhà thờ của tu viện.
3. Nhà thờ của thành phố.

Do sự phân biệt của xã hội phong kiến và tính độc lập tương đối của Giáo hội các khu vực nên những chế định về mặt bằng nhà thờ có những nét dị biệt. Tuy vậy những nét dị biệt này cũng không lớn lắm, vì nhà thờ thời kỳ tiền Romanesque và Romanesque về cơ bản vẫn tuân theo những kiểu cách của nhà thờ Cơ đốc giáo tiền kỳ được xây dựng vào giai đoạn mạt kỳ của Đế quốc La Mã.

### Basilica kiểu chữ thập La Tinh
Basilica (vương cung thánh đường) là sản phẩm của thời kì Kitô giáo hoạt động công khai, sau này vào giai đoạn tiền Romanesque, Giáo hội vẫn lấy kiểu hình dáng của các basilica làm nhà thờ, về sau có thêm hai cánh ngang, hình thành mặt bằng hình thập giá, nên có tên gọi chung là mặt bằng kiểu thập giá Latinh.
Basilica vốn có mặt bằng hình chữ nhật, mảnh vải dài, chạy dọc theo chiều dọc có mấy hàng cột, chia chiều ngang ra làm nhịp giữa và nhịp biên; nhịp giữa thường rộng và cao hơn. Nhịp giữa được gọi là trung sảnh, hai nhịp biên được gọi là hành lang bên. Vì nhịp giữa cao hơn, nên ở phần chênh lệch so với nhịp biên, người ta mở cửa sổ. Ban đầu, Basilica đa phần dùng vì kèo gỗ, lợp mái nhẹ, nên cột không cần lớn. Vì sức chứa của Basilica lớn, kết cấu giản đơn, là nơi quen tụ tập của quần chúng, nên kiểu kiến trúc này phù hợp với ý đồ của Giáo hội.
Theo quy định của tôn giáo, cửa vào nhà thờ ở phía Tây, đàn thánh của nhà thờ ở phía Đông. Khi số lượng giáo dân tăng lên, phía Đông nhà thờ làm thêm một cái sân rộng, sân này được bao quanh bởi một hành lang cột thức, giữa sân có giếng rửa tội, hành lang chỗ cửa vào phía Tây rất rộng, là nơi để cho những người chưa thật tin đạo sử dụng.
Đàn thánh phía Đông hình bán nguyệt, lợp bằng mái nửa bán cầu. Từ Đông sang Tây, lần lượt đến đàn tế, chỗ cho ban phát Thánh khí. Nghi thức tôn giáo ngày càng phức tạp, người đến lễ càng đông, phần không gian phía trước đàn tế được mở rộng theo chiều ngang, chiều ngang này có thể có một nhịp, loại chiều ngang lớn có ba nhịp, cũng gồm một nhịp giữa và hai nhịp biên, chiều ngang và chiều cao bằng tương ứng với các nhịp theo chiều Đông – Tây của nhà thờ. Tuy chiều ngang của hai cánh phía Bắc – Nam không rộng bằng chiều sâu của phần chính nhà thờ phía Đông – Tây, nhưng có tên gọi chung là mặt bằng kiểu "chữ thập La Tinh".
Với một kiểu mặt bằng như vậy, các giáo dân ở vị trí nhịp giữa hay hai nhịp biên đều có thể hướng mặt về phía đàn thánh, đàn thánh được trang trí đẹp đẽ, trên đàn khảm môzaich, gần như là trang trí duy nhất được nhấn mạnh trong nhà thờ, nhìn chung một bố cục như vậy phù hợp với nghi lễ tôn giáo, và kiến trúc nhà thờ cùng với tôn giáo đã tìm đựợc một sự hài hòa chung. Ngoài ra, hình tượng hình tượng chữ thập cũng là biểu tượng của sự khổ nạn của Chúa.
Kiến trúc Basilica Romanesque có một ý nghĩa kép về mặt thiêng liêng và về mặt tinh thần. Nó được đặt ở những nơi thiêng liêng, ở chỗ giao cắt của những con đường hành hương và đặt trên những nơi được coi là những phần mộ tượng trưng hay nơi có một thánh tích được sùng bái.
Các thành phần của Basilica cũng có ý nghĩa tượng trưng rất lớn, nội thất của Basilica là biểu hiện của những yếu tố trong thế giới thường nhật (civitas mundi) mà con người thấy trong thành phố của mình. Sảnh chính tương ứng với đại lộ, sảnh phụ tương ứng với các hàng cột thức, khán đài tương ứng với nơi ở của các thầy tu, ban thờ tương ứng với những nơi chốn thiêng liêng, hầm mộ tương ứng với nghĩa địa... Basilica có hình thức mặt bằng đựợc dùng trong nhà thờ của vua chúa, nhà thờ của tu viện, nhà thờ của công xã… với những nét đặc trưng đáng kể, đã liên kết các thầy tu và khách hành hương, các lãnh chúa và các kỵ sĩ, các công dân và các nhà buôn trước mặt Chúa.

### Nhà thờ của các tu viện
Phong cách Romanesque có thể bắt đầu ở vùng Normandie, Pháp vào thế kỷ thứ 9, nhưng kiến trúc Romanesque thật sự ra đời cùng với sự xuất hiện của dòng tu Benecdictine ở Pháp vào năm 910.
Thế kỷ 10, nền kinh tế Pháp phục hồi, Giáo hội thịnh vượng, sự sùng bái các "thánh tích" trở nên cao trào và dòng tín đồ hành hương đi tìm các "thánh vật và thánh cốt" trở nên ngày càng một đông đảo và cuồng nhiệt.
Bên cạnh các tuyến đường hành hương, Giáo hội xây dựng các tu viện để khách hành hương có thể trú ngụ, ăn uống và làm lễ. Nhà thờ được xây dựng bên trong tu viện, cùng với tu viện trở thành quần thể kiến trúc lớn, nhiều khi vượt quá phạm vi cần thiết của một địa phương.
Nước Pháp là cái nôi của các kiến trúc nhà thờ xây dựng kèm với các tu viện. Loại nhà thờ này thường được xây dựng cùng với nhà ở của các thầy tu, tu viện, nhà nghỉ… đôi khi gây ấn tượng như một thành phố.
Các nhà thờ bên trong tu viện tiêu biểu ở Pháp lúc đó gồm có:
- Nhà thờ ở Cluny
- Nhà thờ Saint-Sernin ở Toulouse
- Nhà thờ Sainte Gétrusde ở Nivelles
- Nhà thờ Saint Foy ở Conques
- Nhà thờ Saint Étienne ở Caen

Nhà thờ ở Cluny là một nhà thờ có quy mô lớn, đã trải qua ba lần xây dựng lại (1088 – 1103), dài 127 m, rộng 40 m, sảnh giữa cao 30 m. Nhà thờ này về quy mô, độ lớn ở châu Âu chỉ thua nhà thờ St. Peter xây dựng vào thời kỳ Văn nghệ Phục hưng ở Roma. Nhà thờ Cluny I xây dựng vào năm 910, nhà thờ Cluny II (Cluny I xây dựng lại) có niên đại 955-991, sau đó lại bị phá đi để xây Cluny III. Cluny III đến thế kỷ 19 cũng bị phá hủy (năm 1810).
Nhà thờ có chiều dài lớn nhất nước Pháp này thật ra là một phức hợp thể kiến trúc tôn giáo, được xây dựng bằng những bức tường rất dày, trung sảnh (nhịp giữa) rất đồ sộ, mỗi bên có hành lang biên kép (mỗi bên sảnh chính có hai nhịp biên), hai cánh ngang rất nhiều gian thờ nhỏ phù trợ vệ tinh.
Nhà thờ Saint Sernin ở Toulouse (1060 – 1150), có chiều dài 112 m.
Nhà thờ Sainte Gétrusde ở Nivelles là hình mẫu tiêu biểu của thể loại nhà thờ bên cạnh tu viện của hoàng gia ở các tỉnh biên giới.
Nhà thờ Saint Foy ở Conques, miền Nam nước Pháp, được phát triển lên từ một tu viện vào năm 1050-1065, sau đó nhà thờ và phần chính là hậu cung và tháp đèn được xây dựng vào những năm 1120-1130, cũng là một vị trí tiêu biểu khác của loại nhà thờ dành cho khách hành hương, có đặc điểm là có nhiều gian thờ hình bán nguyệt tỏa ra quanh hậu cung và gắn vào cánh ngang. Mặc dầu kích thước nhà thờ bé nhưng lại có đặc trưng tiêu biểu của loại nhà thờ bên cạnh tu viện: trung sảnh mảnh và dài, cửa sổ tương đối lớn, phần chính diện có khối tích mang lớn đủ để thông thoáng cho một số lượng đông khách hành hương và ban hát Thánh khí.
Nhà thờ Saint Étienne (bắt đầu 1063-1115, sảnh chính được xây dựng lại vào thế kỷ 13) là một ví dụ tiêu biểu của nhà thờ Romanesque vùng Bắc Pháp thuộc dòng tu Benedictine. Nó chịu ảnh hưởng của kiến trúc La Mã, được định hình bằng mặt đứng phía trước có hai tháp chuông cao hai bên và các đờng phân vị các tầng hay phân vị thẳng đứng khúc triết, rõ nét hơn, phần trung sảnh phía trong nội thất rất cao, vòm mái trên trung sảnh có sáu múi, mặt trước và mặt bên nhà thờ có tường bổ trụ, đều là những hình thức kết cấu sơ khởi của kiến trúc Gothic sau này. Hai tháp chuông của nhà thờ này có chiều cao rất lớn đặt hai bên mặt chính phía trước cao ba tầng, ba tầng này có phân vị ngang rất rõ nét.
Vai trò tháp chuông của nhà thờ đã dần được khẳng định và định hình trong kiến trúc nhà thờ Romanesque, bình thường nó dùng để hiệu triệu tín đồ, khi có chiến tranh, dùng để quan sát được xa, và lúc đó, nhà thờ và tu viện phải bền chắc, xem như dinh lũy và lô cốt. Đầu tiên, tháp chuông đặt độc lập một bên mặt chính, sau đó trở thành tháp đôi, đóng góp đáng kể vào bộ mặt kiến trúc nhà thờ.
Ở phần trung sảnh và cánh ngang gặp nhau, trên mái có tháp lấy ánh sáng, chiếu sáng đàn tế, tháp này sau này trở thành tháp đèn, đến kiến trúc Gothic có chiều cao rất lớn.
Đối với loại hình nhà thờ của tu viện ở bên ngoài phạm vi nước Pháp, trong những tác phẩm nổi tiếng nhất có nhà thờ Durham tại Anh. Là kiệt tác kiến trúc kiểu Anglo – Norman (kiểu Anh có ảnh hưởng phong cách vùng Normandie), nhà thờ Durham được xây dựng vào những năm 1090-1145, hai tòa tháp thấp phía Tây được hoàn tất năm 1220 mang tính chất đặc trưng rõ nét của kiến trúc Romanesque, trong khi tòa tháp cao ở giữa cánh ngang mang phong cách Gothic muộn lại được hoàn tất vào thời kỳ 1465-1490.
Việc chọn lựa địa điểm ở đây có thể nói là đắc địa, từ phía Tây – phía bờ sông Wear nhìn sang nhà thờ, ba tòa tháp nói trên trông rất có sức mạnh. Đây cũng chính là một bức tường thành kiêu căng và vững chắc của người Normandie đã dựng lên chống lại được người Scotland trong nhiều thế kỷ.
Là biểu tượng của kiến trúc Romanesque đã đạt đến đỉnh cao, với lâu đài và nhà thờ xây dựng vào những năm 1100.
Ngay từ năm 1093, tu viện Durham đã trở thành nhà thờ Durham với sáng kiến của William de St Carilef, người được ủy nhiệm điều khiển tu viện.
Công trình trông rất đồ sộ có 2 tháp cao ở mặt đứng phía trước, thân nhà thờ có 3 nhịp có cánh ngang rất lớn và ở chỗ giao nhau với thân nhà thờ vươn lên một tháp đèn rất cao. Phần điện thờ được kéo dài nối tiếp với thân nhà thờ và dẫn đến một cánh nhà ngang thứ hai. Bốn góc của cánh nhà ngang này có 4 tháp mang hình thức nhấn mạnh tính chất hình học.
Durham có ý nghĩa rất quan trọng trong lịch sử dòng kiến trúc Romanesque, là công trình kích thước lớn đầu tiên đánh dầu bước chuyển sang sử dụng hệ thống vòm kiểu Gothic, giá trị của công trình còn thể hiện ở sự liên kết khéo léo các khối nhà, với sự hiện diện của các trần vòm nhiều múi.
Nhà thờ Durham (nằm trong tu viện của dòng tu Benedictine) đã để cho người đời sau thấy được như là một tác phẩm kiến trúc đi trước thời đại.
Đa số những người xây dựng các nhà thờ của tu viện là tu sĩ, họ vừa là kiến trúc sư vừa là đốc công.
Nhà thờ Maria Laach ở Đức (1093-1156) cũng là nhà thờ tu viện phong cách Đức gồm nhiều tháp nhọn trang trí ở các góc. Nhà thờ này gồm một hậu cung và đại sảnh. Bên ngoài nhà thờ được trang trí bằng các đờng viền kiểu Lombard, sử dụng các hình khối lập thể trơn tru nhẵn nhụi, nhấn mạnh rất rõ tính thể khối hình học.
Vào thời kỳ Romanesque, thường hay có các cuộc hành hương, đa số là các khách hành hương đi đến Jerusallem, nhiều người khác đi đến Roma hoặc Santiago de Compestela ở Tây Ban Nha.
Có năm ở nước Pháp có tới 50 vạn người đi hành hương. Áp lực đó đã đè nặng lên các nơi thờ cúng ở rất nhiều thành phố, do đó xuất hiện các nhà thờ dành cho khách hành hương. Đặc điểm của các nhà thờ này là đầu phía Đông ở hậu cung có một lối đi vòng tròn bao quanh ban thờ.

### Nhà thờ của thành phố
Những nhà thờ của tu viện thuộc giai đoạn Roma tiền kỳ, có hình khối tương đối đơn giản, tường và bổ trụ nặng nề, mặt vữa dày và bề mặt kiến trúc không phẳng, phủ định cuộc sống hiện thực, không quan tâm đến trang trí, đến tỉ lệ. Giai đoạn cuối nhà thờ của tu viện có chỉn chu hơn nhưng vẫn là những dinh lũy giống như những dinh lũy của chủ nghĩa phong kiến.
Song song với nhà thờ của tu viện, có một loại nhà thờ khác có phong cách đối lập hẳn, đó là nhà thờ của các thành phố.
Những nhà thờ thành phố, do những người thợ dân gian có tay nghề cao đảm nhiệm, đã chú trọng hơn nhiều đối với tính chất mỹ quan của công trình.
Các nhà thờ thành phố của Pháp và Đức, dần dần khẳng định vai trò quan trọng của hai tòa tháp phía Tây nhà thờ, tác dụng của các yếu tố này quan trọng ở chỗ nó có thể khắc phục, tránh được vẻ nặng nề của công trình; tiếp theo, tháp lấy ánh sáng (tháp đèn), đàn thánh, các gian thờ nhỏ đều giàu tính trang trí hơn, vượt qua cả những quy định khắt khe trước đây của Giáo hội, chỉ cho trang trí cẩn thận mỗi một chỗ đàn thánh. Điêu khắc cũng được chú trọng, phạm vi đề tài của điêu khắc nhà thờ được mở rộng hơn, dân dã hơn.
Nhà thờ của thành phố cuối cùng là một công trình kiến trúc đối lập, thách thức với các nhà thờ của tu viện, cân xứng, hài hòa và tinh tế hơn, kể cả từ tổng thể đến chi tiết.
Sự thay đổi của phong cách nhà thờ lúc đó thể hiện sự đối lập giữa thế giới quan thần học của tôn giáo và thế giới quan đời thường của tầng lớp thị dân.
Các tác phẩm kiến trúc tiêu biểu của nhà thờ thành phố theo phong cách Romanesque có thể thấy ở các nhà thờ sau:
- Nhà thờ Worms ở Đức
- Nhà thờ Apostles ở Köln (Cologne), Đức
- Nhà thờ Mainz ở Đức
- Một số nhà thờ ở Caen, Pháp
- Quần thể tôn giáo Pisa ở Ý

Nhà thờ ở Worms là nhà thờ điển hình kiểu Romanesque vùng sông Rhein, xây dựng vào thế kỷ 12 (1110-1181), có mặt bằng đối xứng hoàn toàn qua trục dọc, có nơi tụng niệm ở hai đầu Tây – Đông nhà thờ và rất nhiều tháp nhọn.
Ở hai đầu nhà thờ Worms, mỗi đầu có hai tháp nhọn hình côn dối xứng nhau, trong các tháp có bồng cầu thang xoắn ốc, là đặc trưng kiến trúc nhà thờ Romanesque Đức. Một tòa tháp nhịn kiểu đầu bút chì, có tám cạnh được bố trí ở điểm nút của cánh ngang gặp trung sảnh, chiếm vị trí trung tâm, được "hô ứng" bởi một tháp kiểu tương tự nhưng nhỏ hơn ở phía Tây. Vì nơi tụng niệm (hậu cung) đặt ở hai đầu Tây và Đông cho nên nhữung lối vào nhà thờ được bố trí từ mặt Nam và Bắc.
Nhà thờ Speyer ở thung lũng thượng nguồn sông Rhein được xây dựng vào năm 1030 có bố cục tương tự nhà thờ ở Worms cũng là tác phẩm kết hợp một cách hoàn hảo các cách thức bố cục và trang trí của kiến trúc Romanesque. Nhà thờ này có bốn tháp nhọn ở bốn góc tạo nên hình dáng thanh thoát và hùng vĩ, nổi bật trong cảnh quan. Ngoài ra trang trí mặt tiền của nhà thờ gồm những cột phụ đỡ những vòm cong phần tiếp giáp mái và những vòm trang trí khoét lõm trên mặt tường cũng tạo ra cảm giác mạnh mẽ và chắc chắn, đây cũng là hình thức trang trí điển hình của kiến trúc Romanesque Đức.
Một trong những tính chất nổi bật của hình thức nhà thờ thành phố của kiến trúc Romanesque là sự dính kết chặt chẽ giữa các khối và tạo được cho tổng thể kiến trúc một vẻ uy nghiêm.
Nhà thờ Mainz ở Đức và một số nhà thờ ở Caen, thuộc cùng Nomandie, cũng là những kiến trúc nhà thờ thành phố bộc lộ được vẻ đối lập một cách rõ rệt so với các nhà thờ của tu viện.
Cũng thuộc loại hình này, ở Ý, có quần thể tôn giáo Pisa, được coi là sự tổng hợp nhuần nhuyễn của ánh sáng và đá cẩm thạch.
Quần thể tôn giáo Pisa (thế kỷ 11-thế kỷ 13) là tác phẩm xuất sắc của kiến trúc Romanesque Italia thể hiện sự kết nối truyền thống kiến trúc La Mã. Quần thể này bao gồm ba đơn thể thành phần xây dựng trong 3 thời gian khác nhau tổ hợp thành:
- Nhà thờ Pisa (1063-1118, 1261-1272)
- Nhà rửa tội The Baptistery (1153-1265)
- Tháp chuông The Campanile (1174-1271)

Nhà rửa tội đặt phía trước, có hình thức là một khối trụ, trùng với trục dọc của nhà thờ khiểu Basillica có hình chữ thập La Tinh.
Tháp chuông – ngày nay gọi là tháp nghiêng Pisa - đặt phía Đông Nam của nhà thờ.
Hình khối của cả quần thể cân bằng và hài hòa, nhà thờ ở giữa, nhà rửa tội và tháp chuông đều có hình dáng hài hòa, đều là hình khối trụ (một dạng khối platong) nhưng một bên to hơn và cao vừa phải, một bên nhỏ hơn và có chiều cao lớn.
Cả ba công trình phía bên ngoài đều được làm bằng đá vân thạch trắng và hồng xen kẽ nhau, trang trí mặt tiền bằng các cuốn nửa tròn tương tự giữa các tầng với nhau, tạo nên vẻ thống nhất tinh tế.
Nhà rửa tội hình trụ tròn có đường kính 39,3 m, nhà thờ ở phần giao nhau giữa Basilica với cánh ngang được lợp một mái vòm bán cầu tháp chuông cao hơn 50 m. Đường kính thân trụ 16 m, hiện này độ nghiêng tính theo hình chiếu từ đỉnh tháp xuống là 4 m.
Tác giả của nhà thờ là kiến trúc sư Buscheto, người đã có những đóng góp chính, sau đó được Rainaldo hoàn thành nột những công việc còn lại. Nhà rửa tội do Diotisalvi là kiến trúc sư chính, trong khi tháp chuông do Bonarulo da Pisa thiết kế.
Nhà thờ của thành phố, nhìn chung, gắn bó với quảng trường và là biểu tượng của vương quốc. Đó còn là những biểu hiện của sự liên minh giữa những uy quyền thế lực và sức mạnh tinh thần. Ở Pháp và Đức, các nhà thờ thành phố được gọi là những công trình phương Tây. Đó là những công trình có khối tích lớn, nhiều tầng, thường có lối vào chính ở phía Tây của trung sảnh, hai bên khoang lễ trước bàn thờ xây kẹp thêm hai tháp nhỏ có cầu thang xoắn bên trong, đó là đặc điểm nổi bật của nhà thờ thành phố Romanesque, thường còn được bổ sung cho hoàn chỉnh bằng một tháp trung tâm, tạo thành một thế ba tòa tháp (Triturium). Mặt bằng kiểu Basilica cũng có thể được kết thúc bằng hậu cung hay điện thờ, cũng được lợp bằng những tòa tháp, lúc đó lối vào được tổ chức hai bên trục dọc.

## Kiến trúc thành quách và dinh thự
Thời kỳ trung cổ, do tình hình an ninh rất kém, các thế lực phong kiến thường xuyên xâm chiếm lãnh địa của nhau, ngoài ra để bảo vệ lãnh địa của mình khỏi các bộ tộc du mục man rợ chuyên cướp bóc và các cuộc thập tự chinh đẫm máu, các lãnh chúa thường xây dựng các lâu đài của mình như những pháo đài phòng thủ kiên cố cũng như xây dựng các tòa thành bao quanh lãnh địa của mình.
Cấu trúc các tòa thành thời trung cổ có những đặc điểm sau đây:
- Bề ngoài có các tường thành kiên cố, cao và dày thường được xây dựng bằng các vật liệu sẵn có của địa phương như gạch, đá, gỗ… Mặt trên tường thành thường làm kiểu răng cưa để nấp bắn, các phần tường răng cưa cũng có thể nhô ra ngoài theo kiểu côngxôn tạo ra lỗ hở trên mặt thành để thả đá hay đổ vạc dầu xuống quân địch. Tùy vào quy mô của tòa thành mà có thể có một hay hai lớp tường thành.
- Phía ngoài thành thường có hào sâu để bảo vệ, cửa vào thành thường là cầu dây xích có thể nâng lên hạ xuống.
- Trên tòa thành có các vọng lâu cao để quan sát, trên vọng lâu bố trí các lỗ châu mai.
- Phía trong thành có tháp trung tâm (tháp này cũng thường là lâu đài của giai cấp phong kiến). Tháp này dùng để cố thủ khi quân địch đã vào trong thành, hoặc để đối phó trong trường hợp nông dân, binh lính trong thành nổi dậy.
- Thành thường bố trí ở những vị trí hiểm yếu như các khu vực có độ cao có thể khống chế toàn bộ khu vực, ở cửa sông, cửa biển.

Trong số các công trình phòng thủ thời trung cổ, nổi tiếng nhất là thành phố pháo đài Carcassonne ở Pháp được xây dựng từ thế kỷ XIII. Thành phố này có cấu trúc gồm hai lớp tường thành bên ngoài. Mặt ngoài cao 10m, mặt trong cao 14m. Trên tường thành bố trí nhiều tháp có hình dạng khác nhau: tròn, vuông, đa giác, trên các tháp canh có bố trí các lỗ châu mai. Các tháp canh phần lớn đều được lợp ngói màu xanh, đỏ với độ cao khác nhau nên nhìn trên tổng thể rất sinh động.
Các tường thành và pháo đài nổi tiếng khác của kiến trúc Romanesque còn có:
- Lâu đài kiểu pháo đài Coucy de Chateau ở Pháp, có lô cốt, của vào có đường kính 30 m, cao 64 m, phần tường phía dưới dày 10 m. Phía ngoài có hào nước bảo vệ và phía trong có sân trong.
- Tòa thành Krak des Chevalier ở Syria (giữa thế kỷ 12 đến giữa thế kỷ 13) có vị trí án ngữ trên dồi cao, có tháp canh nhiều tầng, với các lỗ châu mai cũng như cửa cuốn vòm, hình thức kiến trúc khô khan và nặng nề.

Một ví dụ nữa về loại hình thành quách thời trung cổ là Chateau – Gaillard xây dựng vào cuối thể kỷ 12 có hình khối kiến trúc hoành tráng rất ăn nhập với khối núi đá mà nó đặt trên đó.